# 61-я стрелковая дивизия (2-го формирования)
61-я стрелковая дивизия, воинское соединение Вооружённых Сил СССР, принимавшее участие в  Великой Отечественной войне.

## История
Дивизия была сформирована на территории Армянской ССР в октябре-ноябре 1941 года.
Дислокация на 15 декабря 1941 года:
- Ереван (военный городок): 66 сп;
- Магаул: 221, 307 сп;
- Канакер: 55 ап и спецподразделения.

С 20 декабря входит в состав 45-й Армии и передислоцируется в Ленинакан.

### Освобождение Кавказа
22-26 августа 1942 года дивизия выдвигается эшелонами в Сухуми в подчинение 46-й Армии Закавказского фронта. Около половины состава, представители кавказских национальностей, 
изымается в национальные части и заменяется русскими, украинцами и белорусами. 
С 28 августа начинается наступление в сторону Главного Кавказского хребта для опрокидывания 101-й егерской дивизии Вермахта. 
3 сентября - боевое крещение дивизии - бой на Гудаутском перевале. Силы 307-го стрелкового полка к 5 сентября выбили немцев с перевала и спустились к реке Бзыбь.
8 сентября взято село Псху, последний населённый пункт, контролировавшийся немцами южнее Главного Кавказского хребта. В ходе ожесточённых боёв 10-19 сентября противника
удалось загнать на Санчарский перевал, а к 14 октября - сбросить на северную сторону Главного Кавказского хребта.
К ноябрю 1942 года стрелковые полки заняли следующие оборонительные рубежи:
- 66 сп - от Гагры до Пицунды, перевалы Анчха, Ахунк-Дара, река Бзыбь;
- 221 сп и противотанковый дивизион - "пиленковские позиции" на левом фланге 20-й горнострелковой дивизии;
- 307 сп - Санчарский перевал.

В январе 1943 года в связи с общим отступлением немцев на северо-запад дивизия переходит в подчинение 56-й Армии и получает задачу пересечь Главный 
Кавказский хребет через Шабановский перевал и овладеть станицей Новодмитриевской, прикрывающей южные подступы к Краснодару.
5 января силы дивизии вышли из Лазаревской, с 13 января начинается тяжелейший переход через перевал. 18 января авангард дивизии получает приказ сходу атаковать станицу 
Новодмитриевскую. Важный транспортный узел обороняют силы 116-го отдельного баварского гренадёрского полка, подразделениями 97-й егерской дивизии и эскадроном 
6-й румынской кавалерийской дивизии. В отсутствие артиллерии, с мизерным запасом боеприпасов и продовольствия, уставшие стрелковые части вечером 20 января начинают штурм.
К 23 января штурм захлебнулся, и дивизия переходит к обороне.
8 февраля штурм возобновляется в гораздо лучших условиях - более узкий фронт, две дополнительные танковые роты,
20-я горнострелковая дивизия на левом фланге, 394-я стрелковая дивизия - на правом. В ходе ожесточённых боёв немцы начинают отвод войск на запад в связи с освобождением Краснодара, 14 февраля станица Новодмитриевская взята.
18 февраля был взят районный центр - станица Северская, 19-го - станица Ильская. За 19-22 февраля дивизия продвигается на запад на 60 километров.
В марте дивизия приводится в порядок и пополняется в районе станицы Ильской. 10-11 марта принимает участие в освобождении станицы Абинской.
4 апреля начинается наступление на Голубую линию из района хуторов Шептальского и Котляревского. Вражеские силы представлены 19-й румынской пехотной и немецкими
97-й егерской и 13-й танковой дивизиями. Ценой огромных потерь немцам удаётся сдержать Красную Армию, и 16 апреля дивизия переходит к обороне.
С общим наступлением Северо-Кавказского фронта и прорывом Голубой линии 7 мая дивизия начинает наступление в районе станицы Неберджаевской. Противостоят ей
силы 9-й пехотной, 4-й горнопехотной дивизий, 36-й роты фельджандармерии и др. За двое суток советским войскам удаётся дугой вклиниться в оборону противника, но дальнейшее продвижение остановлено. 13 мая дивизия передаёт рубеж оборону 9-й горнострелковой дивизии, но та его не удерживает, и 221-й стрелковый полк оказывается в окружении. С тяжёлыми боями, он сумел вырваться к своим, отступившим на западный берег реки Кабардинка. К 19 мая 61-й стрелковой и 9-й горнострелковой дивизиям удаётся вновь овладеть потерянным рубежом. До конца месяца они ведут оборонительные бои, а 1 июня 61-я стрелковая дивизия выводится в резерв, пополняется новобранцами и готовит личный состав.
4 июля дивизия входит в состав 10-го гвардейского стрелкового корпуса и сосредотачивается на рубеже Свобода - восточное подножье высоты 114,1 - 2 км восточнее 
села Молдаванское. 16 июля 221-й стрелковый полк, поддерживаемый 66-м и 307-м, сумел захватить господствующую высоту 114,1, за что дивизия была награждена благодарностью Военного совета 56-й Армии. 17 июля яростная немецкая контратака позволила вытеснить 221-й полк с гребня, однако восточный склон высоты остался за 61-й дивизией, несмотря на 5 суток напряжённых боёв. 
14 августа дивизия передаёт рубеж обороны 283-й и 267-й стрелковым дивизиям и начинает передислокацию на юго-восточную Украину.

### Мелитопольская операция
27 сентября 1943 года дивизия в составе 63-го стрелкового корпуса 44-й Армии Южного фронта начинает наступление. Передний край обороны, сёла Ворошиловка и Нейдорф, занимали 5 авиаполевая и 17-я пехотная дивизии, сразу за ними - мотопехота 13-й танковой дивизии и артиллерия. Внезапная одновременная атака 66-го и 221-го полков произвела на немцев ошеломляющее впечатление. В паническом бегстве они побросали траншеи, и советские полки занимают село Ворошиловку. Наспех организованная контратака не имела успеха.
28 сентября 66-му и 221-му полкам удаётся развить успех и занять Нейдорф и Вишневское, пробив первый оборонительный рубеж противника на всю глубину. Из-за гораздо меньших
успехов соседних частей 61-я стрелковая дивизия вынуждена перейти к обороне, а после крупной контратаки противника и неудачной перегруппировке сил с 302-й стрелковой дивизией - оставить Нейдорф и Вишневское, закрепившись восточнее.
30 сентября при взаимодействии с 7-й мотострелковой бригадой и танками полкам удаётся освободить Вишневское и продвинуться к Червоному и Коханому, где проходил второй рубеж 
обороны противника. До 3 октября дивизия пытается прорвать оборону противника, но из-за нехватки пулемётов отводится во второй эшелон.
С 11 октября 61-я стрелковая дивизия пытается овладеть Октоберфельдом, но увязает в обороне противника. И только 23 числа, когда в районе Мелитополя фронт был прорван,
и советские войска грозили немцам окружением, последние начали отвод сил. 61-я стрелковая дивизия овладела Октоберфельдом и стала преследовать противника.
27 октября внезапным манёвром автомобильного отряда дивизии удалось освободить Тимашовку, взять пленных, многочисленные трофеи и технику врага.
Немцы окончательно разуверились в возможности удержаться на левом берегу Днепра и до весны сопротивления тут больше не оказывали. 
2 ноября 61-я стрелковая дивизия овладела Каховкой, Малой Каховкой и Британами, после чего перебрасывается на западный край Никопольского плацдарма. в район 
Большой Лепетихи., где до 18 ноября, находясь во втором эшелоне 28-й Армии, строит оборонительные рубежи.

### Никопольско-Криворожская наступательная операция
20 ноября 1943 года дивизия во взаимодействии с 40-м гвардейским танковым полком начинает наступление. Ей противостоят знакомые 97-я егерская и 9-я пехотная дивизии.
До 23 ноября жестокие бои не дают ощутимо продвинуться. 26 ноября во взаимодействии с частями 19-го танкового корпуса, 61-я стрелковая дивизия продвигается 
на 2 километра, закрепляется и отражает контратаку противника. До 29 ноября продолжались ожесточённые бои, после чего дивизия переходит к обороне.
20-22 декабря дивизия, усиленная тяжёлыми танками, организует прорыв обороны противника и удерживает новый рубеж. 20 января 1944 года дивизии удаётся совершить ещё один прорыв, 
закрепить рубеж обороны и передать его 109-й гвардейской стрелковой дивизии.
31 января 5-я ударная армия прорывает Никопольский плацдарм в районе Васильевки, 61-я стрелковая дивизия включается в состав 3-го гвардейского стрелкового корпуса этой армии и совершает форсированный марш в район прорыва.
2 февраля 307 и 66 полки перешли в наступление, но продвинулись незначительно. Ввод 221-го стрелкового полка помогло 3 февраля заставить немцев начать отвод частей с плацдарма, и в ночь на 4 февраля дивизия при взаимодействии с 50-й гвардейской стрелковой дивизией овладела Васильевкой. На рассвете удаётся достичь шоссейной дороги и захватить множество немецкого транспорта.
6 февраля дивизия овладела Дмитровкой и к исходу дня вышла на берег Днепра напротив Михайловки.
В ночь на 9 февраля дивизия начинает форcирование Днепра в районе Бажановки, Михайловки. Имея в наличии всего 3 рыбацкие и одну надувную лодки, небольшой группе бойцов 221-го полка удалось переправиться через реку, занять ближайшие дома в Бажановке и захватить немецкие катера. 307-й полк захватил северные окраины села. С переправой 66-го полка завязался бой за Михайловку. Контратака врага выбила 307 полк из Бажановки, но действия остальной дивизии позволили смелым манёвром восстановить рубеж. К утру дивизия продвинулась к южной окраине Анастасиевки и заняла практически всю Михайловку, обеспечив плацдарм 3 км в длину и 1 км в глубину.
10-12 февраля ведутся ожесточённые бои за расширение плацдарма. Незначительные продвижения и крайняя сложность в пополнении припасами приводит к переходу дивизии к обороне.
Пришедшие морозы за неделю замораживают реку, позволяя резко нарастить снабжение, и 26 февраля дивизия переходит в наступление.
27 февраля освобождена Благовещенка, 29 февраля противник выбивается со следующего рубежа и начинает безостановочное отступление.
За 18 дней дивизия проходит 160 километров через Новокаменку, Пятихатки (Херсонская область), Фёдоровку, Костромку, Гофенталь, Калининдорф и выходит к реке Ингулец.
20 марта достигнут оборонительный рубеж в 12 км восточнее Николаева и к 22 марта прорывает первый обвод, 27 марта - второй. Боевые действия ведутся в основном по ночам. Заняв село Водопой, дивизия приступила к штурму Николаева и взяла его 28 марта. За взятие города дивизии была объявлена благодарность Верховного Главнокомандующего товарища Сталина.
61-я Краснознамённая Никопольская стрелковая дивизия передаётся в состав 28-й армии Резерва Ставки, пополняется бойцами из южной Украины и передислоцируется 
в Новозыбковский район Орловской области, где проводит обучение наличного состава.

### Белорусская стратегическая наступательная операция
В начале июня 1944 года дивизия маршем переходит в район северо-западнее Калинковичей (Озаричи).  
С началом Белорусской стратегической наступательной операции 23 июня боях участвовал только 55-й артиллерийский полк.
11 июля остальная дивизия вступила в бой в районе Ивацевичей. 307-й полк переправился через реку Гривду в этот же день, 221-й полк - на следующий. В этот же день были взяты Руда и Ивацевичи. К середине 13 июля дивизия освободила Гощево, Быч, Бронну Гуру, Смольну и вышла на рубеж реки Ясельда в районе Сельца, Берёзы.
Противостояла ей 292-я пехотная дивизия. в ночь на 14 июля разведроты 307 и 221 полков захватили небольшие плацдармы на немецком берегу реки, удержав их до переправы основных сил полков в ночь и атаки утром 15-го июля. За день 307-м полком были взяты Хомичи, Самойловичи, а 221-й полк, войдя в Селец, попал в окружение. Введённый в бой 66-й полк, в свою очередь, поставил под угрозу окружения немецкие силы, блокирующие 221-й полк, и вечером Селец был взяты.
Создавшийся перелом позволил сбросить врага с заготовленных рубежей, освободить Берёзу и начать преследование в юго-западном направлении.
За неделю было пройдено 150 километров с промежуточными боями на реке Винец, рубеже Зауков-Стасюки, у Козища, Каменки, Орепич, Степанищ. Дивизия подошла к Бресту.
23 июля силы дивизии заняли рубеж Омелинка-Скольдыче. В ночь на 24 июля удалось сходу форсировать реку Градувку, овладеть Чернавчицами и Блювеничами и выйти на восточный
берег Лесьны. Противник оборонялся силами 84-й пехотного полка 102-й пехотной дивизии, 252-м охранным батальоном, усиленным десятью самоходными орудиями и пятью танками, с поддержкой тремя дивизионами артиллерии и четырьмя миномётными батареями. Днём 221-й стрелковый полк форсировал Лесьну и выбил противника с рубежа Сухаревичей и Вельки. 
66-й полк смог форсировать реку под Козловичами.
25 июля 221-й полк поднимается на высоту 185,2, однако контратака немцев сбила полк с гребня. Ценой огромных усилий удалось удержаться на восточных скатах. Тем временем, 66 полк овладел Козловичами. 
26 июля введённый в атаку 307-й полк овладевает селом Зборомирово, что позволяет совместными усилиями занять высоту. 27 июля дивизия выходит к Бугу, завершая окружение трёх пехотных дивизий врага под Брестом. Дивизии объявлена благодарность от Верховного главнокомандующего. В ночь на 29 июля 66 и 307 стрелковые полки начинают форсирование реки на участке Величковичи-Орля. Натолкнувшись на сильный огонь, только одной роте 66 полка удалось закрепиться на речном острове. 
В ночь на 30 июля один батальон 66-го и одна рота 307-го полков смогли форсировать Буг. Днём, после артиллерийского обстрела позиций врага, на южный берег реки смогли переправиться остальные силы 66-го и 307-го полков, создав небольшой плацдарм.
В связи с успешными действиями 61-й Армии немецкая оборона начинает слабеть, и в ночь на 31 июля через реку перебрасывается артиллерия и 221-q полк. Дивизия идёт в наступление на форт Выгода, овладевает им, а к утру - городом Янув-Подляски.
Следующие 12 дней дивизия преследует противника во втором эшелоне 128-го стрелкового корпуса, участвуя в локальных боях, проходит более 100 километров.
13 августа с рубежа Секлак-Мышалда 307-й стрелковый полк начинает наступление. На рубеже Завишин-Вуйты ему противостоял 75-й пехотный полк и разведбатальон 5-й лёгкопехотной дивизии, собранной из свежих тыловых сил. Взяв Староволю, войска упёрлись в Завишин. 14 августа попытки штурма не увенчались успехом.
15 августа при поддержке батальона 66-го полка удалось закрепиться на окраине. 16-17 августа дивизия держит рубеж, получает пополнение и готовится к штурму.
18 августа после артподготовки и постановки дымовой завесы начинается штурм, и объединённые силы дивизии берут Завишин. Противнику не удаётся контратаками выбить части, и в ночь на 19 августа он начинает отход. 221-й и 66-й полки начинают преследование, овладев Бажинами. В жарких боях за Бажины противник теряет последние попытки закрепиться на рубеже и к утру 20 августа продолжает отступление. В ночь на 21 августа немцы переправились через Буг.

### Сероцкая наступательная операция
6 сентября, совершив за ночь 40-километровый марш из Страхува к устью Нарева, силы дивизии сосредоточились напротив Сероцка. Наревский рубеж обороняли 62-й пехотный полк 7-й пехотной дивизии, усиленный штурмовым батальоном. На правом фланге 186-я стрелковая дивизия уже смогла взять небольшой плацдарм на том берегу Нарева, что сковывало действия противника. В ночь на 7 сентября 307 и 66 стрелковые полки начали переправу через Нарев. 
Рота 66-го полка смогла закрепиться восточнее Сероцка, остальная переправа полка была сорвана. 307-й полк сумел высадиться и создать плацдарм западнее города и к вечеру захватил фольварк Вержбица. К 8 сентября основные силы трёх стрелковых полков переправились через Нарев, а к ночи противник оставил город. Наревский плацдарм Красной Армии был создан. 61-я стрелковая дивизия вместе с 28-й Армией выводится в Резерв Ставки.

### Восточно-Прусская наступательная операция
После 300-километрового марша в Кобрин с 20 по 30 сентября дивизия проходит обучение. С 1 по 16 октября дивизия совершает 400-километровый марш к границам Восточной Пруссии.
23 октября, в рамках Гумбинненской наступательной операции, дивизия пересекает границу Германии. 8 ноября дивизия заняла рубеж обороны в первом эшелоне 28-й Армии, сменив 83-ю гвардейскую стрелковую дивизию, и начала вести инженерно-оборонительные работы, обучение личного состава, разведку позиций противника.
13 января 1945 года начинается Восточно-Прусская стратегическая наступательная операция. 14 января дивизия вступает бои в 15 километрах восточнее Гумбиннена.
Укреплённый рубеж охранял 161-й пехотный полк, физюлярный и сапёрный батальоны 61-й пехотной дивизии противника, поддерживаемые танками, артиллерией и миномётами.
307-му полку удаётся ворваться в траншеи под Ной-Будупененом и к вечеру взять посёлок. 15 января противник бросает резервы в контратраку, но дивизия отбивается и к вечеру продвигается до рубежа восточнее Пуспери - восточнее Клайн-Пуспери. 16 января полки подошли ко второму рубежу обороны, но взломать его не смогли. Двое суток проведя в поле в пургу и мороз, советские войска были на грани обморожения, и в ночь на 18 января дивизия совершает массированную атаку, занимает траншеи.
28-я Армия, прорвав оборону противника, поставила под угрозу окружения Гумбиннен, и противник начал организованный отход на запад. 
19 января 61-я дивизия на рубеже западнее Леглаукена встретила упорное сопротивление сил прикрытия.
21 января был взят следующий рубеж обороны противника - севернее Штаннайтшена - Радлаукен - северо-западнее Гумбиннена. К сердине дня 307-й полк ворвался в Гумбиннен, ночью город пал. Преследуя противника, войска достигли ангеррапского укреплённого рубежа. 61-я пехотная дивизия противника была разгромлена, за что была получена благодарность Верховного главнокомандующего.
Ангеррапский рубеж удерживался батальоном фольксштурма, 123-м пехотным полком 50-й и остатками 61-й пехотной дивизии.
22 января 221-й полк ударил по деревне Забаджунен, вышел к реке и захватил мост. Контратакой немцы сумели окружить 2 роты на мосту, но успешное продвижение 307-го полка южнее, перешедшего реку по льду, и батальона 221-го полка севернее моста позволило деблокировать мост и окружить часть немцев.
Наступление на Штобриккен и Зоденен окончательно ломает рубеж. Начав преследование, дивизия за четверо суток прошла 80 километров на юг. Все попытки противника задержать наступление советских войск оказались ликвидированы. 
В ночь на 26 января дивизия выходит к новому рубежу обороны противника - Мазурскому каналу. Подавив противника артиллерией, к середине дня канал форсируется. 
27 января без боя взят город Гердауэн, дивизия продолжила марш в направление Прейсиш-Эйлау. 
1 февраля начинаются бои у его оборонительного пояса. Противник представлен пополненными и приведёнными в порядок 151, 161 и 162 полками 61-й пехотной дивизии.
К ночи были взяты населённые пункты Клайн-Вальден, Пленкттен, Шторкайм. 2 февраля 66 и 307 полки бои за рубеж лес - Зосенен. На окраине Зосенена 66-й полк останавливают серьёзные силы противника, но ожесточённые контратаки не приносят успеха. 221-й полк, введённый в бой, позволяет войти в лес, где завязался бой с 161-м полком противника.
3 февраля взаимодействие трёх полком позволяет взять Зосенен в клещи, и 4 февраля рубеж взят. Следующий рубеж - треугольник Альтхоф-Шмодиттен-Шлодиттен берётся
дивизией 6-8 февраля.
10 февраля, атакой с Родиттена, взят Прейсиш-Эйлау. В этот же день всем войскам 3-го Белорусского фронта была объявлена благодарность от Верховного главнокомандующего.
16 февраля 61-я стрелковая дивизия перебрасывается под Цинтен и принимает рубеж обороны от 36-го стрелкового корпуса. Город оборонялся подразделениями 23-й, 170-й и 547-й пехотными, а также 24-й танковой дивизиями. Позиции 61-й стрелковой дивизии находились на острие, поэтому весь день немецкие войска пытались скинуть её с занимаемого рубежа. 
17-18 февраля при непрекращающихся боях проводится пехотная и артиллерийская разведка, работают отдельные штурмовые группы. 
19 февраля общими силами дивизии с поддержкой артиллерии был начат штурм, который был отбит.
20 февраля вместе с 61-й стрелковой дивизией в атаку на Цинтен выдвигается 96-я гвардейская стрелковая дивизия 3-го стрелкового корпуса. 221-й полк атакует с 
северо-востока и захватывает мост через речку и мельницу, 307-й полк ворвался с юга на железнодорожную станцию и захватил немецкие эшелоны.
21 февраля 221-й полк врывается в центр города, берёт церковь и выходит на западную окраину, 66-й полк выходит к церкви с юга и также выходит на запад, 307-й полк остаётся прикрывать город с юга.
27-28 февраля 66-й и 307-й полки начали наступления на силы противника, расположившиеся в крупном лесном массиве западнее Цинтена. К 2 марта советские войска начали вытеснять немцев в лес.
3 марта противник закрепился за трясиной, пересекающей лес.
10 марта дивизия начинает готовиться решающему удару по крупной группировке немцев, окружённой южнее Кёнигсберга.
13 марта возобновляется наступление в лесу. Силами 221-го полка удаётся выдавить немцев и продолжить наступление на рубеж Гресс Редерсдорф - река Йарфт. К вечеру Редерсдорф взят, дивизия уходит в резерв для приёма прибывшего пополнения.
18 марта наступление возобновляется, 307-й полк взламывает оборону противника, овладевает высотой 93,0 и выдерживает контратаку. 66-й полк оттесняет немцев к Ной-Вальду, и ночью полки берут населённый пункт. 19 марта немцы пытаются контратаковать, но Ной-Вальд остаётся за полками. 221-й полк атакует и врывается в Йюркендорф, дивизия оказывается у Хайлигенбайля. 
20 марта 66-й и 221-й полки наступают на Гедильген. Ожесточённые бои за посёлок идут до 22 марта, когда при поддержке артиллерии и штурмовой авиации 221-й полк овладел им. Бои идут на рубеже Гельдинген - шоссе Хайлигенбайль-Кёнигсберг - отметка 27,1. 
24 марта объединённые силы дивизии при поддержке артиллерии и господстве врываются в город. К утру 26 марта 221-й стрелковый полк достигает берега залива Фришес-Хафф, немецкие солдаты начинают массово сдаваться. Всем войскам 3-го Белорусского фронта была объявлена благорадность от Верховного главнокомандующего.

### Берлинская наступательная операция
27 марта дивизия приводит себя в порядок, а 28 марта выводится в Резерв Ставки и выступает маршем в Цинтен. 
2-4 апреля дивизия переходит в Велау и 6-7 апреля грузится в эшелоны.  
8-10 апреля дивизия прибывает в район Шверзен-Костшин, выгружается и, вместе с 28-й Армией перейдя в подчинение 1-му Украинскому фронту, направляется в район 
Дембно.
11 апреля дивизия маршем через Пташково (12.4), Обра (13.4), Фюрстенен (14.4), Херцогсвальде (15.4) перемещается в район Загана (Беллинсдорф, Бергисдорф) (17.4). 
19-20 апреля дивизия маршем через Гладисгорн-Бенау-Лаубнитс-Пшехельн-Тейпли и Марсдорф-Зорау-Линдероде-Трибель-Варен-Риден перемещается в район южнее Форста - Конне, Клайн-Бадемейзель, Гросс-Бадемейзель.
21 апреля силы дивизии на автотранспорте перебазируются в Гольсен, откуда с вечера начинают преследование отступающего противника вслед за 3-й танковой армией.
В ночь на 22 апреля на рубеже южнее Яхцен-Брюк - Шперенберг происходит встреча с противником - 353-м охранным батальоном, батальоном СС и разбитыми частями 21-й танковой дивизии. Во взаимодействии с танками 307-й и 66-й полки опрокинули немцев и взяли Яхцен-Брюк и Шперенберг. 
22 апреля утром при поддержке танков 307-й полк овладел Цоссеном, в середине дня - южным пригородом Берлина Бланкенфельде, к вечеру - подошёл к Малову. 
В ночь на 23 апреля 66-й полк достигает леса западнее Бланкенфельде и вступает в ожесточённый бой с противником, очистил лес, овладел районами Гросс-Беерен, Рульсдорф и вышел к южной окраине Тельтова. 307-й полк овладевает Маловым и вступает в район Берлина Лихтенраде. 61-я дивизия стала первой пехотной, вступившей в столицу врага.
23 апреля в первой половине дня без поддержки танков 307-й полк очищает Лихтенраде, во второй половине дня вступает в бои на подступах к Тельтов-каналу - 
Мариенфельде, Мариендорф, Букков. 66-й полк вместе со свежим 221-м утром берут Тельтов и выходят к каналу. Дивизия передаёт рубеж обороны [[48-я гвардейская стрелковая
дивизия|48-й гвардейской стрелковой дивизии]] и сосредотачиваются на севере Лихтенраде.
Ночью дивизия провела наступление, которое не дало результатов. 307-й полк сумел войти на окраину Мариендорфа, а 221-й полк подошёл к Буккову.
24 апреля войска 1-го Белорусского фронта продвинулись к Берлину с востока, угрожая южной группировке немцев окружением. Противник начал отход в центр, 221 полк взял Букков, вошёл в соприкосновение с 88-й стрелковой дивизией 8-й Армии 1-го Белорусского фронта и совместно с 307-м полком повёл наступление на Мариендорф.
Дивизия, введя 66-й полк, берёт ипподром и очищает Мариендорф и подходит к ближайшим к Тельтов-каналу кварталам.
25 апреля к середине дня дивизия вышла к каналу, а к полуночи 66-й полк сумел захватить последний мост и прорваться на северный берег. Ночью он берёт железнодорожную станцию.
Утром 26 апреля трём стрелковым полкам удаётся закрепиться на северном берегу канала, к вечеру переправляются остальные силы дивизии. Ночью после артиллерийской подготовки дивизия идёт в наступление на Темпельхоф. В течение 27 апреля 221-й полк продвигается на север, занимает железнодорожную станцию Бенештрассе, выходит к Ландвер-каналу и захватывает мост. 307-й полк, выйдя на север Темпельхофа, уступает рубеж войскам 1-го Белорусского фронта и выводится во второй эшелон. 66-й полк, преодолевая ожесточённое сопротивление врага, с помощью большой артиллерийской подготовки захватывает станцию Колоненштрассе.
28 апреля 221-й полк форсирует Ландвер-канал и к исходу дня выходит к Анхальтскому вокзалу. 66-й полк с большим трудом доходит до Ландвер-канала и вдоль него продвигается до зоологического сада. Тем временем, в районе Тельтов-канала противник из района Штеглиц атакует артиллерию и спецчасти дивизии, грозя отрезать стрелковые полки. Ночью противник проводит ожесточённую контратаку с Анхальтского вокзала, но 221-й полк сумел удержать позиции.
29 апреля 66-й и 221-й полки, передав рубежи обороны войскам 1-го Белорусского фронта, сосредотачиваются в районе Ланквиц и готовятся к боям за Штеглиц. Ночью 221-й и 307-й полки атакуют Штеглиц.
Утром 30 апреля 60-й и 221-й стрелковые и 55-й артиллерийский полки получают новую боевую задачу - ликвидировать окружённую южнее Берлина группировку противника, а 307-й полк до утра 2 мая дерётся за станцию Штеглиц и овладевает ею. 
Юго-западнее Цоссена с середины 30 апреля до утра 1 мая ведутся бои по очищению лесного массива. Противника удаётся выбить из леса, и он устремляется на северо-запад в надежде выскочить из клещей советских войск. 221-й полк, преследуя врага, овладел Мартенсмюле, а 66-й полк - Ханникендорфом. 
2 мая полки окружили врага и к исходу дня принудила немцев к сдаче. Берлин капитулировал.

### Пражская операция
С вечера 3 мая дивизия совершает марш в район юго-западнее Ниски. 
7 мая дивизия переходит в наступление и к вечеру берёт Вайсенберг. 8 мая взят Лёбау, за городом дивизия в последнем своём бою громит последние силы немцев, 
остатки которых уходят через Судеты в Чехословакию. 9 мая дивизия достигает Праги, а 10 мая боевой путь дивизии оканчивается на Лабе в 18 км севернее Праги.

## Полное название
61-я стрелковая Никопольская ордена Ленина Краснознамённая ордена Суворова дивизия

## Состав
- 66-й стрелковый полк
- 221-й стрелковый полк
- 307-й стрелковый полк
- 55-й артиллерийский полк
- 237-й отдельный истребительно-противотанковый дивизион (до 15.07.1943)
- 131-й отдельный истребительно-противотанковый дивизион (с 15.07.1943)
- 172-я зенитная (артиллерийская) батарея (до 31.05.1943)
- 467-й миномётный дивизион (до 26.08.1942)
- 99-я отдельная разведывательная рота
- 112-й отдельный сапёрный батальон
- 107-й отдельный батальон связи (786-я отдельная рота связи)
- 22-й медико-санитарный батальон
- 53-я отдельная рота химической защиты
- 88-я автотранспортная рота
- 22-я полевая хлебопекарня
- 207-й дивизионный ветеринарный лазарет
- 1723-я полевая почтовая станция
- 435-я полевая касса Госбанка

## Подчинение
| Дата            | Фронт (округ)              | Армия             | Корпус (группа)                    | Примечания                                       |
| --------------- | -------------------------- | ----------------- | ---------------------------------- | ------------------------------------------------ |
| 01.11.1941 года | Закавказский фронт         |                   |                                    |                                                  |
| 01.12.1941 года | Закавказский фронт         |                   |                                    |                                                  |
| 01.01.1942 года | Кавказский фронт           | 45-я армия        |                                    |                                                  |
| 01.02.1942 года | Закавказский военный округ | 45-я армия        |                                    |                                                  |
| 01.03.1942 года | Закавказский военный округ | 45-я армия        |                                    |                                                  |
| 01.04.1942 года | Закавказский военный округ | 45-я армия        |                                    |                                                  |
| 01.05.1942 года | Закавказский военный округ | 45-я армия        |                                    |                                                  |
| 01.06.1942 года | Закавказский фронт         | 45-я армия        |                                    |                                                  |
| 01.07.1942 года |                            | 45-я армия        |                                    | Резерв Ставки ВГК                                |
| 01.08.1942 года | Закавказский фронт         | 45-я армия        |                                    |                                                  |
| 01.09.1942 года | Закавказский фронт         | 46-я армия        |                                    | армия входила в Северную группу войск фронта     |
| 01.10.1942 года | Закавказский фронт         | 46-я армия        |                                    | армия входила в Черноморскую группу войск фронта |
| 01.11.1942 года | Закавказский фронт         | 46-я армия        |                                    | армия входила в Черноморскую группу войск фронта |
| 01.12.1942 года | Закавказский фронт         | 46-я армия        |                                    | армия входила в Северную группу войск фронта     |
| 01.01.1943 года | Закавказский фронт         | 46-я армия        |                                    | армия входила в Черноморскую группу войск фронта |
| 01.02.1943 года | Закавказский фронт         | 56-я армия        |                                    | армия входила в Черноморскую группу войск фронта |
| 01.03.1943 года | Северо-Кавказский фронт    | 56-я армия        |                                    | армия входила в Черноморскую группу войск фронта |
| 01.04.1943 года | Северо-Кавказский фронт    | 56-я армия        |                                    |                                                  |
| 01.05.1943 года | Северо-Кавказский фронт    | 56-я армия        |                                    |                                                  |
| 01.06.1943 года | Северо-Кавказский фронт    | 56-я армия        | 3-й стрелковый корпус              |                                                  |
| 01.07.1943 года | Северо-Кавказский фронт    |                   | 16-й стрелковый корпус             |                                                  |
| 01.08.1943 года | Северо-Кавказский фронт    | 56-армия          | 16-й стрелковый корпус             |                                                  |
| 01.09.1943 года | Южный фронт                |                   |                                    |                                                  |
| 01.10.1943 года | Южный фронт                | 44-я армия        | 63-й стрелковый корпус             |                                                  |
| 01.11.1943 года | 4-й Украинский фронт       | 44-я армия        | 63-й стрелковый корпус             |                                                  |
| 01.12.1943 года | 4-й Украинский фронт       | 28-я армия        | 9-й стрелковый корпус              |                                                  |
| 01.01.1944 года | 4-й Украинский фронт       | 28-я армия        | 10-й гвардейский стрелковый корпус |                                                  |
| 01.02.1944 года | 4-й Украинский фронт       |                   |                                    |                                                  |
| 01.03.1944 года | 3-й Украинский фронт       | 5-я ударная армия | 37-й стрелковый корпус             |                                                  |
| 01.04.1944 года |                            | 28-я армия        |                                    | Резерв Ставки ВГК                                |
| 01.05.1944 года |                            | 28-я армия        | 128-й стрелковый корпус            | Резерв Ставки ВГК                                |
| 01.06.1944 года | 1-й Белорусский фронт      | 28-я армия        | 128-й стрелковый корпус            |                                                  |
| 01.07.1944 года | 1-й Белорусский фронт      | 28-я армия        | 128-й стрелковый корпус            |                                                  |
| 01.08.1944 года | 1-й Белорусский фронт      | 28-я армия        | 128-й стрелковый корпус            |                                                  |
| 01.09.1944 года | 1-й Белорусский фронт      | 28-я армия        | 128-й стрелковый корпус            |                                                  |
| 01.10.1944 года |                            | 28-я армия        | 128-й стрелковый корпус            | Резерв Ставки ВГК                                |
| 01.11.1944 года | 3-й Белорусский фронт      | 28-я армия        | 128-й стрелковый корпус            |                                                  |
| 01.12.1944 года | 3-й Белорусский фронт      | 28-я армия        | 128-й стрелковый корпус            |                                                  |
| 01.01.1945 года | 3-й Белорусский фронт      | 28-я армия        | 128-й стрелковый корпус            |                                                  |
| 01.02.1945 года | 3-й Белорусский фронт      | 28-я армия        | 128-й стрелковый корпус            |                                                  |
| 01.03.1945 года | 3-й Белорусский фронт      | 28-я армия        | 128-й стрелковый корпус            |                                                  |
| 01.04.1945 года |                            | 28-я армия        | 128-й стрелковый корпус            | Резерв Ставки ВГК                                |
| 01.05.1945 года | 1-й Украинский фронт       | 28-я армия        | 128-й стрелковый корпус            |                                                  |

## Командование

### Командиры
- Кузнецов, Сергей Николаевич (18.10.1941 — 15.02.1944), полковник, с 31.03.1943 генерал-майор;
- Головлёв, П. М. (середина февраля 1944), полковник
- Бурыкин, Александр Николаевич (16.02.1944 — 01.03.1944), полковник;
- Шацков, Андрей Георгиевич (02.03.1944 — ??.01.1946), полковник, с 05.05.1945 генерал-майор;
- Панчук, Иван Владимирович (??.01.1946 — ??.07.1947), генерал-майор

### Заместители командира
- Катюшин, Василий Александрович (декабрь 1945 — июнь 1947), полковник;

## Награды и наименования
| Награда (наименование)               | Дата                 | За что награждена |
| ------------------------------------ | -------------------- | --- |
| Орден Красного Знамени               | 28 апреля 1943 года  | за образцовое выполнение боевых заданий командования на фронте борьбы с немецкими захватчиками, (успешные наступательные бои на Кубани) и проявленные при этом доблесть и мужество                                                                              |
| Почетное наименование «Никопольская» | 13 февраля 1944      | за отличие в боях по освобождению Никополя. Приказ Верховного Главнокомандующего № 029 от 13 февраля 1944 года. |
| Орден Суворова II степени            | 10 августа 1944 года | награждена указом Президиума Верховного Совета СССР от 10 августа 1944 года за образцовое выполнение заданий командования в боях с немецкими захватчиками, за овладение городом Брест и проявленные при этом доблесть и мужество.                               |
| Орден Ленина                         | 24 апреля 1945 года  | награждена указом Президиума Верховного Совета СССР от 26 апреля 1945 года за образцовое выполнение заданий командования в боях с немецкими захватчиками при разгроме группы немецких войск юго-западнее Кёнигсберга и проявленные при этом доблесть и мужество |

Награды частей дивизии:
- 66-й стрелковый ордена Суворова[4] полк
- 221-й стрелковый Берлинский[5][6] ордена Кутузова[4] полк
- 307-й стрелковый Краснознамённый[7] полк
- 55-й артиллерийский ордена Суворова[8] полк
- 112-й отдельный сапёрный ордена Александра Невского[9] батальон

## Отличившиеся воины
Герои Советского Союза :
- Богданов Пётр Николаевич, старший сержант, помощник командира взвода 66-го стрелкового полка.
- Вальков Василий Матвеевич, подполковник, командир 307-го стрелкового полка.

 Кавалеры ордена Славы трёх степеней:.
- Валиев Гани, младший сержант, помощник командира взвода пешей разведки 66 стрелкового полка.
- Кочетов Николай Фёдорович, старшина, помощник командира взвода стрелковой роты 307 стрелкового полка.